# 慈照寺 (甲斐市)
慈照寺（じしょうじ）は、山梨県甲斐市に所在する寺院。曹洞宗で山号は有富山、本尊は釈迦如来。持照寺、別称に西山禅林（西山慈照寺）。

## 立地と地理的・歴史的沿革
所在する甲斐市竜王は市中部に位置する。巨摩郡西山郷に比定される。境内は赤坂台地南面に立地して富士山と対面し、山号はこのことに因む。赤坂台には古墳時代の群集墳である赤坂台古墳群が分布している。中世には甲斐市竜王を中心に篠原荘が存在し、西山郷のほかに輿石郷が所在した。

## 寺史

### 慈照寺の創建
正確な創建年代は不明。『甲斐国社記・寺記』に拠れば室町時代の延徳元年（1489年）の創建と伝わるが、これは曹洞宗寺院に改修された時期で、これ以前から前身の真言宗寺院・法城寺が存在していたという。
慶応4年の由緒書に拠れば、延徳元年に真翁宗見が入山し、曹洞宗寺院に改宗したという。『広厳大通禅師譫語集』『昭和再版妙亀譫語集』によれば、真翁宗見は武蔵国足立郡の岡部氏の一族であるという。慈照寺開山となる前は武蔵国小山田郷（東京都町田市）の大泉寺で修行し、甲斐の竜華院で桂節宗昌について修行していたという。
いっぽう、『寺記』や慶応4年（1868年）由緒書に拠れば、開祖は甲斐武田氏家臣である「諸角昌清（豊後守）」とされる。「昌清」は『甲斐国志』では実名を「虎定」としているが双方とも誤りであることが指摘され、確実な実名は「虎光」とされる。また、姓についても「両角（室住）」が確実とされる。『寺記』によれば虎光は武田信昌の六男とされ真翁宗見の実弟とする説があるが、誤伝である可能性が指摘される。
『寺記』によれば虎光は永禄4年（1561年）の川中島の戦いで戦死したと伝わる。
慈照寺には正保4年（1647年）鋳造の梵鐘が伝来している。この梵鐘銘文には「甲州巨摩郡志麻荘西山郷龍王村」と記される。「志麻荘（志摩荘）」は12世紀後半までに松尾社領として成立した荘園で、『甲斐国志』によれば荘域は甲府市山宮町・甲斐市牛久付近を北限に赤坂台地東麓の甲斐市中下条・大下条・名取、長塚、甲府市長松寺町、金竹町一帯を含む。
永禄8年（1565年）までには信玄堤の築造が行われ、龍王河原宿の成立に伴い慈照寺の所在する「西山郷」は消滅する。このため梵鐘銘文の「志麻荘」は寺の本来の所属を示し、寺の所在する「西山郷」は志摩荘西限に位置していると考えられている。

### 近世初頭の慈照寺
天正10年（1582年）3月、織田信長・徳川家康連合軍による武田領侵攻で、武田氏は滅亡する。同年4月の信長禁制（慈照寺文書）では、織田氏によって特権を保障されている。同年6月2日には本能寺の変により信長が横死し、甲斐国は「天正壬午の乱」を経て徳川家康が領する。慈照寺文書には天正11年（1583年）4月の徳川家康寺領安堵状写が伝存しており、寺領は縮小したものの徳川氏による庇護を得ている。また、天正13年（1585年）・天正16年（1588年）の徳川家奉行人棟役免許手形も残されており、この段階では徳川氏が武田氏の施政方針を継承し、門前百姓の棟別役免除が行われていたことが確認される。
その後、天正17年（1589年）に徳川氏は奉行・伊奈忠次（熊蔵）に命じて甲斐国内の寺社領縮小を断行し、伊奈忠次判物（慈照寺文書）では嶋下方・志田（甲斐市志田）などの寺領が除かれ堀之内分のみが寺領として安堵され、以来これが固定された。天正18年（1590年）には徳川家康が関東へ移封され、甲斐は羽柴秀勝、加藤光泰、浅野長政・幸長の豊臣系大名が配置される。豊臣系大名時代には甲斐国内の検地が行われ、慈照寺文書では文禄3年の浅野忠吉（「忠吉」は長政の初名、右近大輔）寺領安堵状が残されており、寺領が若干増加している。

### 江戸時代の慈照寺
慶長5年（1600年）には関ヶ原の戦いを経て、徳川家康が再び甲斐を領する。徳川氏は甲斐国内の総検地を実施し、慶長8年（1603年）の徳川家奉行人棟役免許手形では天正17年時と同規模の寺領が最終的に確定され、寺領石高8石余・境内免除地1523坪が決定された。歴代将軍の朱印状11点は明治維新期に鎮撫府へ提出され、寺には預状11通が現存しているほか、朱印状を保管した御朱印箱も残されている。
また、慶長17年（1612年）には甲斐国内の曹洞宗寺院の寺格が定められ、広厳院と慈照寺末寺の大泉寺（甲府市古府中）が僧録司に定められ、常法幢本寺格として広厳院・大泉寺のほか永昌院・龍華院、南明寺・興因寺・伝嗣院の七ヶ寺が定められている。慈照寺はこれに含まれておらず、同時期には寺勢が衰えていたとも考えられている。
慶長16年の徳川氏代官寺地免許手形に拠れば、慶長10年に竜王村から分村して成立した竜王新町の検地に際して「末寺信慶寺分」が記載されている。信慶寺は慈照寺七世・良室宗慶が隠居所として開いた寺であったが、檀家が少なく明治10年に慈照寺と合寺したという。なお、竜王新町では甲州街道（信州往還）沿いで、慶長11年（1606年）あるいは元和元年（1615年）に浄土宗寺院の正念寺が創建されている。
江戸時代には十世・量岫長応が中興祖師と位置づけられている。量岫長応は寛永9年（1632年）に入寺し、法堂再建・山門新築、過去帳の整備、末寺の開山などを行った。量岫長応の諸事業は十一世・界翁関刹、十二世・徳翁長喜にも継承され、徳翁長喜は五百羅漢像の勧進造立、涅槃図、歴代祖師像の修理など、什物の充実を行っている。十世から十二世までの諸事業には甲府勤番士で竜王村在住の有力檀家・渡辺善兵衛が尽力し、渡辺家は中興開山と位置づけられており、境内には同家の墓所も存在する。

### 近現代の慈照寺
慶応4年（1868年）3月、明治新政府は神仏分離令を発し、廃仏毀釈運動が起こる。慈照寺境内にも鎮守である富士浅間神社・稲荷社・諏訪社などが合祀されていたが、特に大きな影響は見られない。幕末期の住職は二十八世・大翁遊仙で、慶応4年7月には新政府に由緒書を提出している。明治初期には山梨県内の曹洞宗寺院においても末寺の統合・檀家の吸収が行われ、寺院数は減少する。明治28年の由緒書に拠れば、明治10年に慈照寺は内務省に対して規模縮小願を地出し、一部の堂宇・回廊を破却する。
1903年（明治36年）には中央線が開通し、同年12月15日には竜王村においても竜王駅（甲斐市竜王新町）が開業する。中央線は慈照寺南方を通過し、線路敷設に際して参道が分断されている。

## 境内
境内には法堂を中心に山門、庫院、開山堂など多数の堂宇が建ち並び、法堂裏手には庭園がある。慈照寺庭園は「良重代普請之一件」に拠れば、元文5年（1740年）に十八世・世良重和により企図され、尾張国の庭師・須頭元二により造成されたという。枯山水式の借景庭園。なお、元文5年以前にも庭園があったと考えられている。
法堂に安置される本尊の釈迦三尊像は室町時代の院派仏師の作。禅宗寺院本尊として特徴的な宝冠釈迦如来像を中心に脇侍として文殊菩薩と普賢菩薩を配する釈迦三尊像で、県内では類例の少ない重要作例として注目されている。

## 竜王水
山梨県内には弘法大師伝承をはじめ、水に関する湧水伝説が数多く伝えられているが、慈照寺開祖の真翁宗見は釜無川の竜王湍と呼ばれる深淵にすむ悪龍を済度し、その謝礼として本堂前に清水を湧き出させ、これを「竜王水（竜神水）」と称したとする伝承が残されている。

## 文化財

### 山梨県指定有形文化財

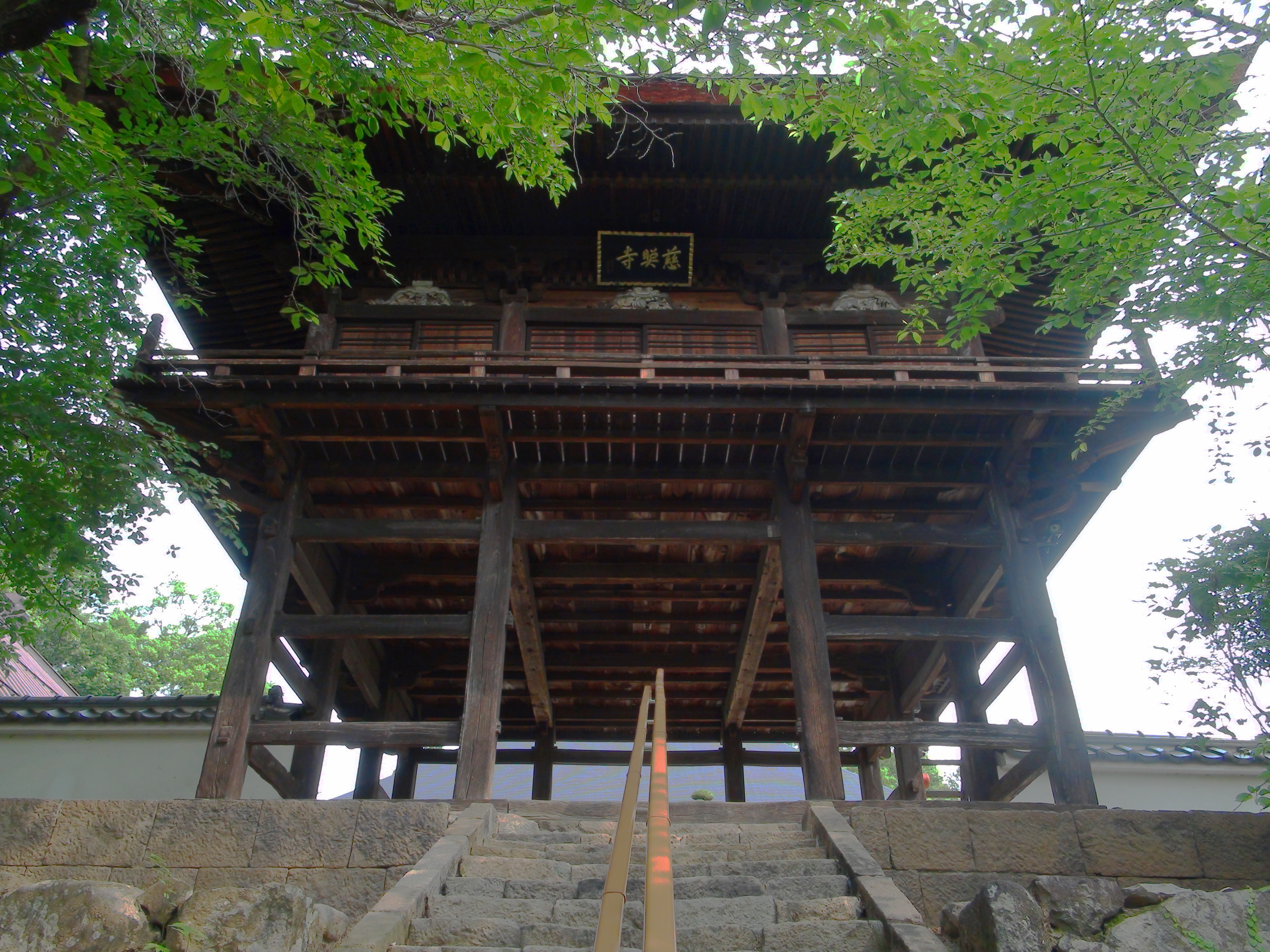
慈照寺山門

慈照寺法堂  1棟 - 1965年（昭和40年）5月13日指定
桃山時代から江戸時代初期建立の、禅宗方丈形式の平面をもつ法堂である。桁行12間、梁間8間、一重寄棟造、銅板葺。屋根はもとは茅葺で、1967年（昭和42年）の修理に際し茅葺形銅板葺に改められた。内部は桁行4列、前後2列の8室。『寺記』によれば1563年（永禄6年）建立の棟札があったとされるがこれは現存せず、建築様式からは安土桃山時代から江戸時代初期の建立であると推定されている。建物の一部には修理痕跡がある。曹洞宗寺院に特有の方丈形式の法堂で、国宝である富山県高岡市の瑞龍寺法堂と形式が共通する。
慈照寺山門  1棟 - 1958年（昭和33年）6月19日指定
江戸時代初期の建立。3間1戸楼門、入母屋造、銅板葺。参道石段を上った石垣上に立ち、法堂前に位置する。10世景岫長和の時代にあたる寛永16年（1639年）の建立。桁行3間、梁間3間で、上層は挿肘木により支持された腰組に切目縁が四周し、内部には釈迦如来像と五百羅漢像が安置されている。初層は吹き放しで、中央1間を通路とし、門扉は設けない。側面にはかつて回廊が接続していたと考えられている。
慈照寺文書 16通 - 1969年（昭和44年）11月20日指定
1515年（永正12年）から慶長年間にわたる古文書群で、この地域に類例の少ない一括した文書群として注目されている。武田信直（信虎）、武田晴信（信玄）らの書状など武田氏や今井氏の中世文書や織田信長禁制など近世文書を含み、『甲斐国志』には現存していないものを含む一連の文書が収録されている。県指定文化財のほか古過去帳や寺普請帳などの近世文書も所蔵されている。

## 石造物

慈照寺参道脇六地蔵石幢

- 慈照寺参道脇六地蔵石幢

参道と中央線の踏切が交差する地点の北側に位置する。総高は240センチメートル。当初の部材は中台・笠・礎盤で、宝珠・笠、六地蔵が六隅に浮き彫りされた龕（がん）は後補。中台の上面には龕の六本柱を支える穴が施されている。
山梨県内の六地蔵石幢の多くには銘文が見られないが、慈照寺参道脇六地蔵石幢には笠の請花・反花の間に十数行の銘文が確認される。銘文は風化により「得」「永」「経」など一部の文字のみが判読できる。